# Stefan Pistor
Stefan Pistor (25 maggio 1962) è un ex sciatore alpino tedesco che gareggiò per la nazionale tedesca occidentale.

## Biografia
Slalomista puro originario di Weißenbrunn, Pistor ottenne il primo piazzamento in Coppa del Mondo il 6 gennaio 1985 a La Mongie (12º) e in quella stessa stagione 1984-1985 in Coppa Europa fu 3º nella classifica di specialità; conquistò il miglior risultato in Coppa del Mondo il 16 dicembre 1986 a Madonna di Campiglio (11º) e il suo ultimo piazzamento internazionale fu il 15º posto ottenuto nello slalom speciale di Coppa del Mondo disputato il 15 gennaio 1989 a Kitzbühel. Non prese parte a rassegne olimpiche né ottenne piazzamenti iridati.

## Palmarès

### Coppa del Mondo
- Miglior piazzamento in classifica generale: 82º nel 1987

### Campionati tedeschi
- 1 medaglia (dati parziali fino alla stagione 1985-1986)[1]:
  - 1 argento (slalom speciale nel 1988)